# Denise Feierabend
Denise Feierabend (ur. 15 kwietnia 1989 w Engelbergu) – szwajcarska narciarka alpejska, mistrzyni olimpijska i mistrzyni świata juniorów.

## Kariera
Po raz pierwszy na arenie międzynarodowej pojawiła się 8 grudnia 2004 roku w Davos, gdzie w zawodach FIS Race nie ukończyła pierwszego przejazdu slalomu. W 2006 roku wystartowała na mistrzostwach świata juniorów w Québecu, gdzie jej najlepszym wynikiem było czternaste miejsce w zjeździe. Jeszcze trzykrotnie startowała na imprezach tego cyklu, największy sukces osiągając podczas mistrzostw świata juniorów w Garmisch-Partenkirchen w 2009 roku, gdzie była najlepsza w slalomie.
W zawodach Pucharu Świata zadebiutowała 15 lutego 2008 roku w Zagrzebiu, zajmując osiemnaste miejsce w slalomie. Tym samym już w swoim debiucie zdobyła pierwsze pucharowe punkty. Najlepsze wyniki osiągnęła w sezonie 2013/2014, kiedy zajęła 43. miejsce w klasyfikacji generalnej. Była też między innymi siódma w klasyfikacji kombinacji w sezonie 2011/2012. W 2009 roku wystartowała na mistrzostwach świata w Val d’Isère, zajmując szóste miejsce w slalomie. Szósta była także w superkombinacji podczas mistrzostw świata w Garmisch-Partenkirchen w 2011 roku. Najbliżej medalu była na mistrzostwach świata w Sankt Moritz, kończąc superkombinację na czwartej pozycji. Brała także udział w igrzyskach olimpijskich w Soczi w 2014 roku, gdzie w slalomie zajęła dwunaste miejsce w superkombinacji i siedemnaste w slalomie.

## Osiągnięcia

### Igrzyska olimpijskie
| Miejsce | Dzień     | Rok  | Miejscowość | Konkurencja     | Czas biegu | Strata | Zwyciężczyni      |
| ------- | --------- | ---- | ----------- | --------------- | ---------- | ------ | ----------------- |
| 12.     | 10 lutego | 2014 | Soczi       | Superkombinacja | 2:34,62    | +3,09  | Maria Höfl-Riesch |
| 17.     | 21 lutego | 2014 | Soczi       | Slalom          | 1:44,54    | +4,93  | Mikaela Shiffrin  |
| 14.     | 16 lutego | 2018 | Pjongczang  | Slalom          | 1:38,63    | +3,10  | Frida Hansdotter  |
| 9.      | 22 lutego | 2018 | Pjongczang  | Superkombinacja | 2:20,90    | +3,04  | Michelle Gisin    |
| 1.      | 24 lutego | 2018 | Pjongczang  | Drużynowo       | -          | -      | -                 |

### Mistrzostwa świata
| Miejsce | Dzień     | Rok  | Miejscowość  | Konkurencja     | Czas biegu | Strata | Zwyciężczyni      |
| ------- | --------- | ---- | ------------ | --------------- | ---------- | ------ | ----------------- |
| 6.      | 14 lutego | 2009 | Val d’Isère  | Slalom          | 1:51,80    | +1,69  | Maria Höfl-Riesch |
| 6.      | 11 lutego | 2011 | Ga-Pa        | Superkombinacja | 2:43,23    | +1,28  | Anna Fenninger    |
| 35.     | 19 lutego | 2011 | Ga-Pa        | Gigant          | 2:20,54    | +7,44  | Tina Maze         |
| 21.     | 19 lutego | 2011 | Ga-Pa        | Slalom          | 1:45,79    | +4,16  | Marlies Schild    |
| 4.      | 10 lutego | 2017 | Sankt Moritz | Superkombinacja | 1:58,88    | +0,82  | Wendy Holdener    |
| 9.      | 18 lutego | 2017 | Sankt Moritz | Slalom          | 1:37,27    | +2,96  | Mikaela Shiffrin  |

### Mistrzostwa świata juniorów
| Miejsce | Dzień     | Rok  | Miejscowość | Konkurencja | Czas biegu | Strata | Zwyciężczyni          |
| ------- | --------- | ---- | ----------- | ----------- | ---------- | ------ | --------------------- |
| 14.     | 3 marca   | 2006 | Québec      | Zjazd       | 1:13,51    | +1,66  | Marianne Abderhalden  |
| DNF1    | 4 marca   | 2006 | Québec      | Slalom      | 1:37,30    | -      | Maria Pietilä-Holmner |
| 35.     | 5 marca   | 2006 | Québec      | Supergigant | 1:10,96    | +3,21  | Anna Fenninger        |
| DNF     | 7 marca   | 2007 | Altenmarkt  | Zjazd       | 1:39,69    | -      | Tina Weirather        |
| 27.     | 8 marca   | 2007 | Altenmarkt  | Gigant      | 2:14,90    | +4,11  | Nicole Schmidhofer    |
| DNS     | 9 marca   | 2007 | Altenmarkt  | Supergigant | 1:19,34    | -      | Nicole Schmidhofer    |
| 27.     | 11 marca  | 2007 | Altenmarkt  | Slalom      | 1:44,23    | +4,02  | Ilka Štuhec           |
| 21.     | 23 lutego | 2008 | Formigal    | Supergigant | 1:40,19    | +3,98  | Viktoria Rebensburg   |
| DNF     | 26 lutego | 2008 | Formigal    | Zjazd       | 1:50,13    | -      | Ilka Štuhec           |
| 19.     | 28 lutego | 2008 | Formigal    | Slalom      | 1:33,85    | +3,37  | Bernadette Schild     |
| 26.     | 29 lutego | 2008 | Formigal    | Gigant      | 1:42,50    | +3,20  | Anna Fenninger        |
| 1.      | 1 marca   | 2009 | Ga-Pa       | Slalom      | 1:42,07    | -      | -                     |
| DNF2    | 2 marca   | 2009 | Ga-Pa       | Gigant      | 2:45,81    | -      | Viktoria Rebensburg   |
| 11.     | 3 marca   | 2009 | Ga-Pa       | Supergigant | 1:19,80    | +2,50  | Viktoria Rebensburg   |

### Puchar Świata

#### Miejsca w klasyfikacji generalnej
- sezon 2007/2008: 108.
- sezon 2008/2009: 79.
- sezon 2009/2010: 103.
- sezon 2010/2011: 61.
- sezon 2011/2012: 56.
- sezon 2013/2014: 43.
- sezon 2014/2015: 67.
- sezon 2015/2016: 50.
- sezon 2016/2017: 56.
- sezon 2017/2018: 23.

#### Miejsca na podium w zawodach
Feierabend nie stała na podium zawodów PŚ.